# Смішко Богдан Володимирович
Богдан Володимирович Смішко (нар. 20 серпня 1978, Цесіс, Латвійська РСР) — український футболіст, захисник.

## Кар'єра гравця
Футболом починав займатися в ДЮСШ Вентспілса, де батько проходив військову службу. Перший тренер — Валентин Васильович Вітренко. Запрошувався в юнацьку збірну Латвії, але матчів за цю команду не зіграв через переїзд з батьками в Україну — в Балту Одеської області. У 1991 році продовжив навчання в ДЮСШ Балти.
Грати починав в аматорських командах Одеської області «ЗПТ-МКК-97» (Балта), «Моноліт» (Іллічівськ), «Дністер» (Овідіополь). У 2000 році керівництво одеського «Чорноморця» після вильоту команди з вищої ліги пішло на омолодження складу й вперше з 80-х років XX століття звернулося за талантами в чемпіонат області. У числі запрошених новачків були Микола Вітвіцький, Василь Стежковий і Богдан Смішко.
У складі «моряків» Смішко дебютував 23 липня 2000 року, вийшовши в основі в матчі проти «Борисфена» (3:0). Два сезони по тому «Чорноморець» повернувся до вищої ліги. Дебют Богдана Смішко у вищій лізі відбувся 7 липня 2002 року в грі з «Кривбасом» (0:2). У вищій лізі Богдан втратив місце в основному складі, виступав в основному за дубль одеситів. Навесні 2003 року повернувся в першу лігу, ставши гравцем кіровоградської «Зірки». З цією командою під керівництвом головного тренера Юрія Коваля також завоював місце у вищій лізі, і виступав в ній у сезоні 2003/04 років. У цього ж тренера грав пізніше в «Зорі». У 2008 році Юрій Коваль очолив «Олександрію», а наступного року Богдан Смішко знову став виступати під його керівництвом. Дебютував у складі олександрійців 19 липня 2009 року в нічийному (0:0) домашньому поєдинку 1-го туру першої ліги проти охтирського «Нафтовика-Укрнафта». Богдан вийшов на поле в стартовому складі, а на 46-й хвилині його замінив Максим Кременчуцький. У футболці ПФК «Олександрії» в Першій лізі зіграв 6 матчів, ще 1 поєдинок провів у кубку України. Окрім цього тричі виступав в овідіопольському «Дністрі». Останнім професіональним клубом Смішка в Україні став «Реал Фарма». З 2013 по 2015 виступав у Швеції, в нижчолігових клубах «Іттергогдалс» та «Міссе/Овікен». У 2015 році завершив футбольну кар'єру, але з футболом не попрощався. Після цього виступав у ветеранському чемпіонаті Україні 40+.

## Особисте життя
Брат Роман також футболіст.